# Isnerberg

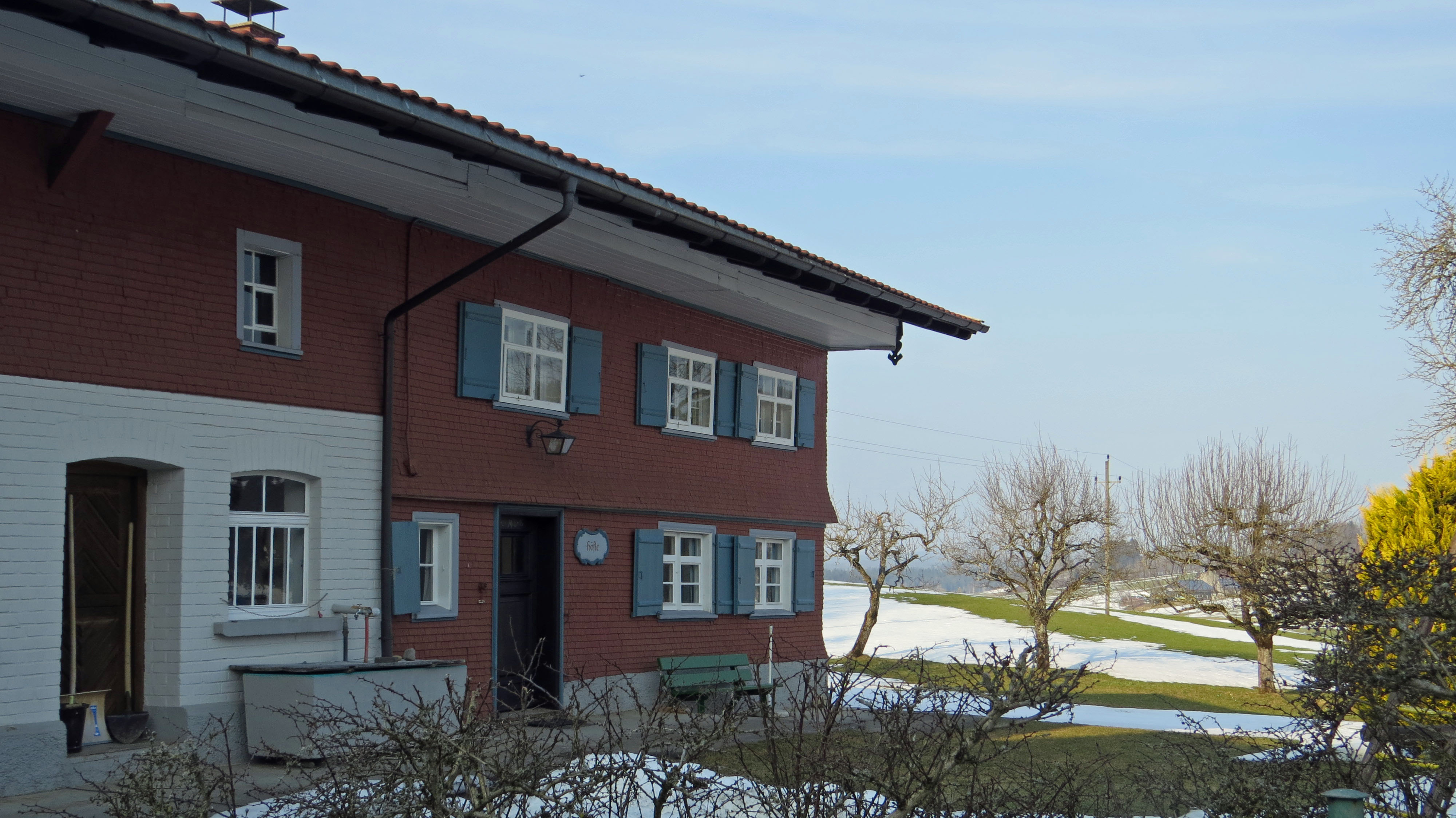
Baudenkmal in Isnerberg

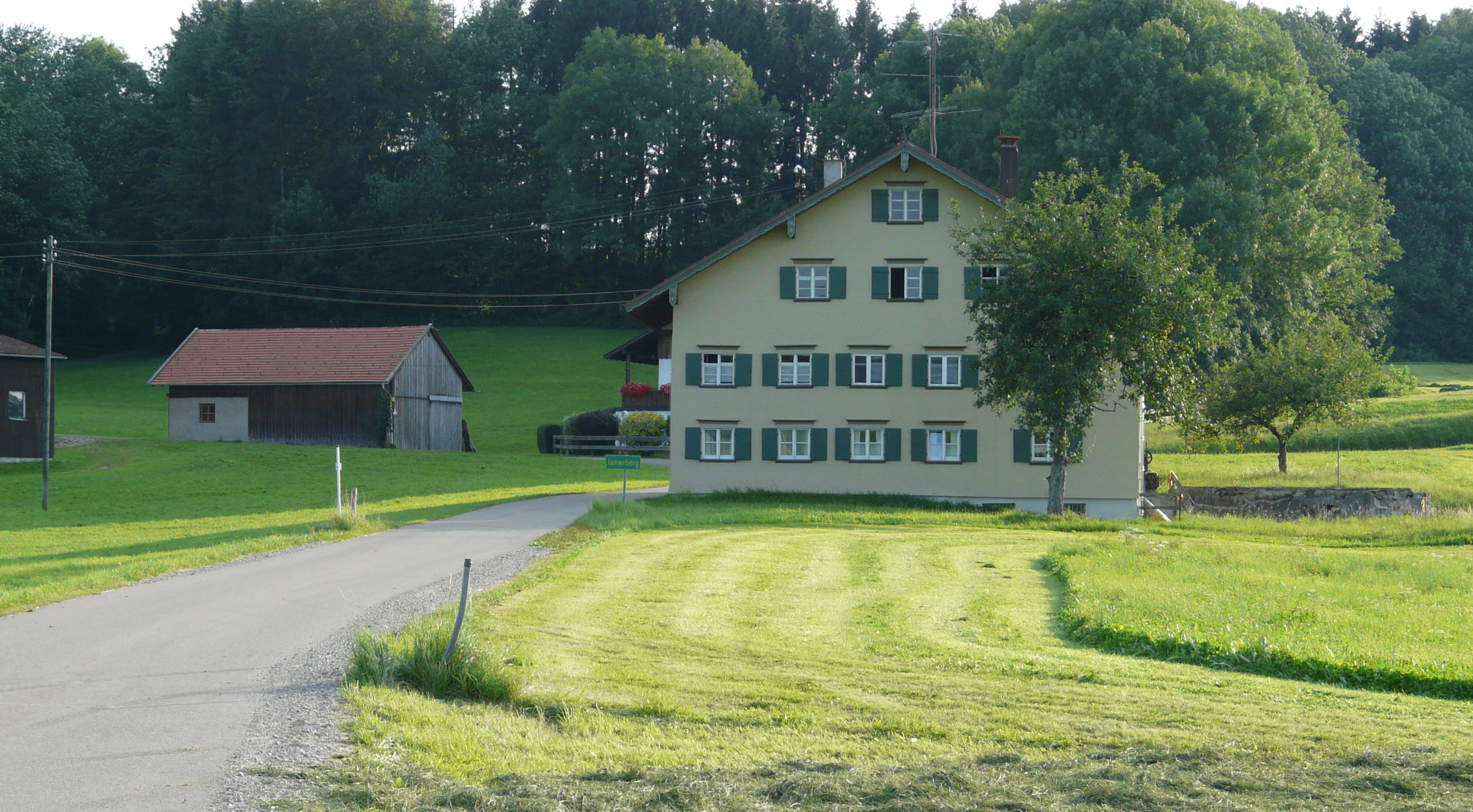
Baudenkmal in Isnerberg

Isnerberg (westallgäuerisch: Isnərberg) ist ein Gemeindeteil der Gemeinde Gestratz im bayerisch-schwäbischen Landkreis Lindau (Bodensee).

## Geographie
Das Dorf liegt circa 2,5 Kilometer nördlich des Hauptorts Gestratz und zählt zur Region Westallgäu. Westlich der Ortschaft verläuft die Ländergrenze zu Argenbühl in Baden-Württemberg.

## Ortsname
Der Ortsname bezieht sich – wie das unmittelbare an den Ort angrenzende Oberisnyberg in der Gemarkung Eglofs – auf die nahe Stadt Isny im Allgäu. Somit bedeutet der Name „bei der Isnyer Anhöhe“.

## Geschichte
Isnerberg wurde erstmals im Jahr 1401 als zum obern hus auf dem Berg urkundlich erwähnt. 1765 fand die Vereinödung in Isnerberg mit elf Teilnehmern statt. Im Jahr 1906 wurde die Katholische Marienkapelle errichtet.

## Baudenkmäler
Siehe: Liste der Baudenkmäler in Isnerberg